# Radical 91
El radical 91, representado por el carácter Han 片, es uno de los 214 radicales del diccionario de Kangxi. En mandarín estándar es llamado 片部, (piàn　bù, «radical “pedazo” o “parte”»); en japonés es llamado 片部, へんぶ (henbu), y en coreano 편 (pyeon).
El radical «pedazo» aparece siempre en el lado izquierdo de los caracteres clasificados por él (por ejemplo, en 版). 

## Nombres populares
- Mandarín estándar: 片字旁, qián, «carácter “parte”, en un lado».
- Coreano: 조각편부, jogak pyeon bu, «radical pyeon-pedazo».
- Japonés:　片（かた）, kata «parte»; 片偏（かたへん）, katahen, «radical “parte” en el lado izquierdo del carácter».[1]
- En occidente: radical «parte».

## Galería
| Estilos antiguos                                 | Estilos antiguos                  | Estilos antiguos                        | Estilos antiguos                   | Estilos antiguos                   | Estilos empleados actualmente       | Estilos empleados actualmente  | Estilos empleados actualmente    | Estilos empleados actualmente   | Estilos empleados actualmente  |
|                                                  |                                   |                                         |                                    |                                    |                                     | 片                             | 片                               |                                 |                                |
| 甲骨文 jiǎgǔwén (escritura de huesos oraculares) | 金文 jīnwén (escritura de bronce) | 简帛 jiǎnbó (escritura de bambú y seda) | 篆文 zhuànwén (escritura de sello) | 篆文 zhuànwén (escritura de sello) | 隸書 lìshū (estilo de los escribas) | 楷書 kǎishū (estilo regular)   | 楷書 kǎishū (estilo regular)     | 行書 xǐngshū (estilo corriente) | 草書 cǎoshū (estilo de hierba) |
| 甲骨文 jiǎgǔwén (escritura de huesos oraculares) | 金文 jīnwén (escritura de bronce) | 简帛 jiǎnbó (escritura de bambú y seda) | 大篆 dàzhuàn (sello grande)        | 小篆 xiǎozhuàn (sello pequeño)     | 隸書 lìshū (estilo de los escribas) | 繁體／繁体 fántǐ (tradicional) | 简体／簡體 jiǎntǐ (simplificado) | 行書 xǐngshū (estilo corriente) | 草書 cǎoshū (estilo de hierba) |

## Caracteres con el radical 91

| trazos | carácter       |
| ------ | -------------- |
| + 0    | 片             |
| + 4    | 版             |
| + 5    | 牉 牊          |
| + 8    | 牋 牌 牍       |
| + 9    | 牎 牏 牐 牑 牒 |
| + 10   | 牓 牔          |
| + 11   | 牕 牖 牗       |
| + 15   | 牘             |